# 梅多克 (密蘇里州)
梅多克（英語：Medoc）是位於美國密蘇里州賈斯珀縣的非建制地區。

## 歷史
梅多克的郵局於1854年設立，其後於1927年停運。

## 地理
梅多克所處的海拔為高於海平面269米（即883英呎），而該地所採用的時區為UTC-6，即北美中部時區（CST）。同時該地設有夏令時間，為UTC-6調快一小時，即UTC-5（CDT）。